# Patrik Anderbro

## Bandy
Patrik Anderbro, född 8 mars 1973, är en svensk bandyspelare som tidigare spelat för Västerås SK och Falu BS. Anderbros position är mittfält/anfall. Hans moderklubb är Eskilstuna BS.
Numera är han sportchef inom Västerås SK tillsammans med Michael Campese. 

## Arbete
Efter sin ekonomutbildning på Högskolan Dalarna så började Anderbro att arbeta för PwC där han stannade till juni 2001. I samband med rekryteringen till Västerås SK började han sin anställning på KPMG.
Sammanlagt har Anderbro 20 års erfarenhet inom revision och är en auktoriserad revisor samt partner på KPMG. Sedan maj 2019 är Anderbro vidare VD för KPMG.